# Baeus platensis
Baeus platensis är en stekelart som först beskrevs av Juan Brèthes 1913.  Baeus platensis ingår i släktet Baeus och familjen Scelionidae. Inga underarter finns listade.